# ام‌وی مینرو
ام‌وی مینرو (به انگلیسی: MV Minerva) یک کشتی است که طول آن ۴۳۶ فوت (۱۳۳ متر) می‌باشد. این کشتی در سال ۱۹۸۹ ساخته شد.